# Stone Age Economics
Economia de l'Edat de Pedra (títol original, Stone Age Economics) és un estudi etnològic de Marshall Sahlins publicat l'any 1972. L'objectiu principal de l'autor és persistir en la possibilitat d'una economia antropològica a través de diversos exemples concrets de diversos autors.

## Estructura
L'obra consta de 348 pàgines repartides en sis capítols o assaigs, que l'autor tracta entorn l'economia en les primeres comunitats, i analitza el vincle que té amb els factors culturals i socials d'aquestes. Així, Sahlins comença el llibre dedicant els tres primers capítols a parlar entorn la producció, en què desenvolupa el terme de la societat opulenta primitiva, i fa una comparació del pes que té la unitat domèstica en la producció de diversos grups de població estudiats també per altres autors.
En els següents dos capítols són destinats a la distribució i l'intercanvi, considerant que aquestes activitats, i la reciprocitat que emergeix d'elles en aquestes societats són de gran utilitat per al procés vital de tota la societat. Finalment, en l'últim capítol parla dels problemes de l'ortodòxia econòmica, a fi que la perspectiva antropològica que Sahlins hi emet motivi al camp d'acció de la microeconomia i la manifestació de l'intercanvi.

## Contingut
En la present obra, Sahlins emet un estudi essencial de les economies tribals, en què la producció domèstica està centrada a la subsistència. Si bé l'autor no s'oposa a la concepció comuna d'economia com la relació entre mitjans i fins, exposa que les societats de caçadors-recol·lectors es troben en gran dissemblança d'aquesta, de manera que s'abandona totalment aquesta concepció individualista i capitalista de l'objecte econòmic.
D'aquesta manera, l'economia passa a ser una categoria de la cultura, més que una conducta o comportament, esdevenint més propvinent a la política i a la religió de cada societat, que a la racionalitat o a la prudència. Deixant de banda la concepció moderna, les activitats econòmiques no serveixen per a satisfer a les necessitats individuals de cada individu, sinó al procés vital cabdal de la societat. Així, és possible que les experiències establertes en economies de subsistència sovint hagin estat veritablement més òptimes i sanes que la riquesa i el luxe de l'economia de la industrialització i agricultura modernes.